# Буркхард VI фон Хоенберг
Буркхард VI (IV) фон Хоенберг (на немски: Burkhard VI (IV) von Hohenberg; † 24 юли 1318) от линията Цолерн-Хоенберг на швабската фамилия Хоенцолерн е граф на Хоенберг, Хайгерлох, Наголд и Вилдберг.

## Биография
Той е син на граф Буркхард V фон Хоенберг-Хайгерлох († 1253) и съпругата му наследствената графиня Мехтхилд фон Тюбинген, дъщеря на пфалцграф Рудолф II († 1247) от Пфалцграфство Тюбинген. Сестра му Гертруда (Анна) (1225 – 1281) е омъжена 1245 г. за граф и император Рудолф I Хабсбургски (1218 – 1291).
Брат му Албрехт II († 1298) става граф на Хоенберг, Хайгерлох, Ротенбург. Буркхард VI (IV) получава земите на майка му около замъците Наголд и Вилдберг и основава там странична линия на Хоенбергите.
Той и съпругата му Луитгард помагат на манастир Ройтин във Вилдберг в Шварцвалд. Той умира на 24 юли 1318 г. и е погребан в манастир Ройтин.

## Фамилия
Първи брак: с жена с неизвестно име. От нея има една дъщеря:
- Кунигунда (fl. 1307/23), омъжена I. за Рудолф II фон Хевен († пр. 5 септември 1279), II. пр. 15 декември 1307 г. за Якоб III фон Варт († сл. 18 октомври 1331).

Втори брак: пр. 1277 г. с Луитгард фон Тюбинген († 13 ноември 1309, погребана в Ройтин), наследничка на Хорб, дъщеря на пфалцграф Хуго IV от Тюбинген-Хорб († ок. 1267) и графиня Беатрикс фон Еберщайн († сл. 1302). Те имат три деца:
- Ото I фон Хоенберг († 12 юли 1299), граф на Хоенберг-Наголд, женен 10 ноември 1290 г. за Мария фон Магенхайм († пр. 18 октомври 1321)
- Буркхард VII (V) († ок. 1359), граф на Хоенберг-Вилдберг, женен за Агнес († сл. 1319)
- Агнес